# Nicholas Chabraja
Nicholas D. Chabraja, född 6 november 1942, är en amerikansk företagsledare som var både styrelseordförande och vd för den amerikanska vapentillverkaren General Dynamics Corporation mellan 1997 och 2010 respektive 2009. Den amerikanska amiralen Jay L. Johnson utsågs till den som efterträdde Chabraja både som vd och styrelseordförande.

## Kompensation
| År    | Lön ($)   | Bonus ($) | Aktiepost ($) | Övrigt ($) | Totalt ($)  | Aktieinnehav1 | Aktievärde ($ mn) | Källa |
| ----- | --------- | --------- | ------------- | ---------- | ----------- | ------------- | ----------------- | ----- |
| 2009  | 1,380,000 | 4,500,000 |               | 7,290,000  | 13,170,000  | 0,47%         | 80,6              | [ 3 ] |
| 2008  | 1,300,000 | 3,500,000 | 45,220,000    | 10,240,000 | 60,260,000  | 0,46%         | 154,2             | [ 4 ] |
| 2007  | 1,300,000 | 3,200,000 | 21,520,000    | 3,100,000  | 29,120,000  | 0,40%         | 124,7             | [ 5 ] |
| 2006  | 1,300,000 | 3,000,000 | 90,000        | 3,430,000  | 7,820,000   | 0,39%         | 100,2             | [ 6 ] |
| 2005  | 1,250,000 | 2,700,000 | 24,852,000    | 5,598,000  | 34,400,000  | 0,36%         | 76,5              | [ 7 ] |
| 2004  | 1,100,000 | 2,500,000 | 2,870,000     | 2,771,000  | 9,241,000   | 0,29%         | 52,8              | [ 8 ] |
| 2003  | 1,000,000 | 2,300,000 | 4,000,000     | 8,000,000  | 15,300,000  |               |                   | [ 9 ] |
| 03-09 |           |           |               |            | 169,311,000 |               |                   |       |

1 = Aktieinnehav i General Dynamics Corporation.